# Fayçal Moundji
Fayçal Moundji (en arabe : فيصل مونجي) est un footballeur algérien né le 10 décembre 1989 à Rouïba dans la wilaya d'Alger. Il évolue au poste de milieu défensif à l'IB Lakhdaria.

## Biographie
Il évolue en première division algérienne avec les clubs, du NA Hussein Dey et du RC Relizane. Il dispute 42 matchs en Ligue 1.

## Palmarès
NA Hussein Dey
- Championnat d'Algérie D2 :
  - Vice-champion : 2010-11.